# Senat Kaisen V
Der Senat Kaisen V amtierte vom 28. Dezember 1955 bis 21. Dezember 1959 als Bremer Landesregierung.
| Amt                                                   | Name                                 | Partei | Partei |
| ----------------------------------------------------- | ------------------------------------ | ------ | ------ |
| Bremer Bürgermeister und Präsident des Senats         | Wilhelm Kaisen                       |        | SPD    |
| Stellvertretender Präsident des Senats, Bürgermeister | Jules Eberhard Noltenius             |        | CDU    |
| Häfen, Schifffahrt und Verkehr                        | Jules Eberhard Noltenius             |        | CDU    |
| Inneres                                               | Adolf Ehlers                         |        | SPD    |
| Justiz und Verfassung                                 | Erich Zander                         |        | CDU    |
| Finanzen                                              | Wilhelm Nolting-Hauff                |        | FDP    |
| Bau                                                   | Alfred Balcke                        |        | SPD    |
| Wirtschaft                                            | Hermann Wolters bis 24. Februar 1958 |        | SPD    |
| Wirtschaft                                            | Karl Eggers                          |        | SPD    |
| Arbeit                                                | Gerhard van Heukelum                 |        | SPD    |
| Bildung                                               | Willy Dehnkamp                       |        | SPD    |
| Jugend                                                | Annemarie Mevissen                   |        | SPD    |
| Wohlfahrt und Gesundheit                              | Johannes Degener bis 7. Oktober 1958 |        | CDU    |
| Wohlfahrt und Gesundheit                              | Karl Krammig                         |        | CDU    |
| Außenhandel                                           | Ludwig Helmken                       |        | FDP    |